# شانه‌موش اسکالیا
شانه‌موش اسکالیا (نام علمی: Ctenomys scagliai) نام یک گونه از سرده شانه‌موش است.